# バグワント・ダース
バグワント・ダース（Bhagwant Das, 生年不明 - 1589年12月10日）は、北インドのラージャスターン地方、アンベール王国の君主（在位：1574年 - 1589年）。バグワーン・ダース（Bhagwan Das）とも呼ばれる。

## 生涯
アンベール王国の君主バール・マルの息子として、アンベールで誕生した。
1562年、父バール・マルはムガル帝国の皇帝アクバルに娘ハルカー・バーイーを嫁がせ、同盟関係を結んだ。これにより、バグワント・ダースは帝国の宮廷に出仕することとなった。
1567年10月、アクバルはメーワール王国の首都チットールガルを包囲したが（チットールガル包囲戦）、これにはバグワント・ダースも作戦参謀として加わっている。
1574年1月、父王バール・マルが死亡したことにより、王位を継承した。
1585年、バグワント・ダースはカシュミール・スルターン朝の征服を命じられた。これはカシュミールの君主ユースフ・シャーが皇帝アクバルとファテープル・シークリーで面会し敬意を伝えること、つまり服属を拒否したからであった。
だが、真冬にシュリーナガルに兵を進めたため、バグワント・ダースの軍は寒さと雪、それに食糧不足に襲われた。そのため、独立を認める代わりとして、サフラン、織物、貨幣などの貢物、アクバルの名でフトバ（説教）を唱えることを条件にユースフ・シャーの申し出を受け入れた。
しかし、アクバルはカシュミールを征服できなかったことに激怒し、まもなくカーシム・ハーンという武将を派遣し、1586年10月15日にシュリーナガルに入城し、この地を征服した。だが、ユースフ・シャーの息子らが抵抗を続けたため、バグワント・ダースはその後も帝国北西部にとどまった。
1589年12月10日、バグワント・ダースはラホールで死亡し、息子のマーン・シングが王位を継承した。